# Baisha Dao
Baisha Dao (kinesiska: 白沙岛) är en ö i Kina. Den ligger i provinsen Zhejiang, i den östra delen av landet, omkring 230 kilometer söder om provinshuvudstaden Hangzhou. Arean är 3,8 kvadratkilometer. Den sträcker sig 6,0 kilometer i nord-sydlig riktning, och 2,0 kilometer i öst-västlig riktning.  I omgivningarna runt Baisha Dao växer i huvudsak blandskog.
Genomsnittlig årsnederbörd är 2 023 millimeter. Den regnigaste månaden är juni, med i genomsnitt 334 mm nederbörd, och den torraste är januari, med 74 mm nederbörd.